# Bvi (Hex-Editor)
Das Programm bvi ist ein Hex-Editor und Datei-Betrachter. Es unterliegt der GNU General Public License (GPL). Bvi arbeitet im Textmodus und ist damit in Textfenstern, auf Rechnerkonsolen und mit ssh oder telnet in vielen Umgebungen einsetzbar. Seine Kommandos sind weitgehend an den Standard UNIX Editor vi angelehnt. Der Bildschirm ist in einen hexadezimalen und einen ASCII-Bereich geteilt. Einige zusätzliche Kommandos zur byteweisen Bearbeitung wurden zugefügt, einige Kommandos adaptiert und einige Kommandos, die bei Binärfiles keinen Sinn ergeben, wurden weggelassen.

## Funktionen
- vi - ähnliche Kommandos
- Suchen von Text-Strings und hexadezimalen Zeichenfolgen
- memmove - Modus zum Löschen und Einfügen, ansonsten dürfen Bytes nur geändert, nicht verschoben werden
- Partielles Einlesen von Dateien
- Bit-orientierte Kommandos
- Large File Support

## Geschichte
Die UNIX-Betriebssysteme besitzen eine reichhaltige Ausstattung von Tools zur Bearbeitung von Textdateien. Bei Binärdateien schaut es hingegen sehr schlecht aus. Das hat Gerhard Bürgmann veranlasst, im Jahr 1990 einen Hex-Editor mit Cursor-Steuerung zu schreiben. Die ursprüngliche Version wurde auf dem SunOS - Betriebssystem programmiert und war über Funktionstasten steuerbar. Das hat sich bald als Sackgasse erwiesen und so wurde sie auf die bekannten vi-Kommandos umgestellt und bvi genannt. Die Erstveröffentlichung war am 26. März 1996 im tsx-11.mit.edu Archiv. Diese Version ist noch heute von historischen Linux-Mirrors abrufbar.

## Verbreitung
- Ist in namhaften Linux-Distributionen vertreten: Ubuntu,[2] Debian,[3] Fedora,[4] Mandriva,[5] Slackware[6]
- Kompilierte Pakete für die kommerziellen UNIX-Systeme HP-UX[7] und Solaris[8]
- Portiert auf Cygwin[9] und MacOS[10]